# SN 1965K
SN 1965K – supernowa odkryta 21 września 1965 roku w galaktyce MCG +05-06-51. W momencie odkrycia miała maksymalną jasność 16,00m.